# Andreaea morrisonensis
Andreaea morrisonensis är en bladmossart som beskrevs av Noguchi 1936. Andreaea morrisonensis ingår i släktet sotmossor, och familjen Andreaeaceae. Inga underarter finns listade i Catalogue of Life.